# Márcia Donner Abreu
 Márcia Donner Abreu (Florianópolis, Santa Catarina, 19 de maio de 1961) é uma diplomata brasileira. Atualmente, é embaixadora do Brasil na República da Coreia. Foi secretária de Comunicação e Cultura do Ministério das Relações Exteriores, como também embaixadora do Brasil junto à República do Cazaquistão, e, cumulativamente, junto à República do Turcomenistão e à República Quirguiz.

## Biografia

### Vida pessoal
Nasceu na cidade de Florianópolis em Santa Catarina, filha de Alcides Abreu e Sara Donner Abreu. 

### Formação Acadêmica
Em 1981, graduou-se em Direito pela Faculdade Cândido Mendes. Realizou, ainda, pós-graduação em Desenvolvimento pelo Institut Universitaire d'Etudes du Développement e em Direito Internacional pelo Graduate Institute of International Studies, ambos em Genebra. 

### Carreira Diplomática
Ingressou na carreira diplomática em 1987, no cargo de Terceira Secretária, após ter concluído o Curso de Preparação à Carreira de Diplomata do Instituto Rio Branco.
Foi inicialmente lotada na Divisão das Nações Unidas, onde trabalhou de 1988 até 1989, quando passou a ocupar o cargo de assessora no Departamento de Organismos Internacionais. De 1989 a 1991, foi assessora na Divisão Especial de Meio Ambiente.
Entre 1991 e 1995, esteve lotada na Embaixada do Brasil em Washington. No ano de 1993, fora promovida a segunda-secretária. Em 1995, mudou-se para Montevidéu, para exercer as funções de segunda-secretária na Embaixada do Brasil.
Ao regressar a Brasília, em 1997, foi designada assessora na Assessoria de Relações Federativas do Itamaraty. De 1999 a 2001, esteve lotada na Divisão de Serviços e Temas Financeiros, ocupando as funções de assessora e subchefe.
Em 2001, foi removida a Washington, para assumir a função de primeira-secretária e, subsequentemente à sua promoção de 2004, conselheira. Em seguida, mudou-se para Pequim, onde foi conselheira na Embaixada do Brasil junto à China. 
Em 2005, defendeu tese no Curso de Altos Estudos do Instituto Rio Branco, intitulada “"Rompendo o Duopólio Estados Unidos-União Europeia na Organização Mundial do Comércio: O G-20 e as Negociações Multilaterais Agrícolas”, um dos requisitos necessários para a ascensão funcional na carreira diplomática. Foi aprovada com louvor.
Regresso ao Brasil no ano de 2007, para chefiar a Divisão de Negociações Extra-regionais do MERCOSUL-II. Em 2008, foi promovida a ministra de Segunda Classe. Em 2009, foi transferida para Genebra, a fim de ocupar a função de Ministra-Conselheira e Representante Permanente Adjunta na Delegação Permanente do Brasil junto à OMC e outras Organizações Econômicas Internacionais, cargo que ocupou até 2018, quando foi designada embaixadora do Brasil junto à República do Cazaquistão, e, cumulativamente, junto à República do Turcomenistão e à República Quirguiz.
Em 2019, regressou ao Brasil para assumir a recém-criada Secretária de Comunicação e Cultura do Itamaraty. No mesmo ano, foi promovida a ministra de Primeira Classe, mais elevado cargo da carreira diplomática brasileira. Em outubro de 2020 foi agraciada com a Ordem de Rio Branco, grau de Grã-Cruz.
Em 2021, foi sabatinada e aprovada pelo Senado Federal como embaixadora do Brasil na República da Coreia, cargo que passou a ocupar em julho de 2022.